# کمپین ریاست‌جمهوری ژائیر بولسونارو (۲۰۱۸)

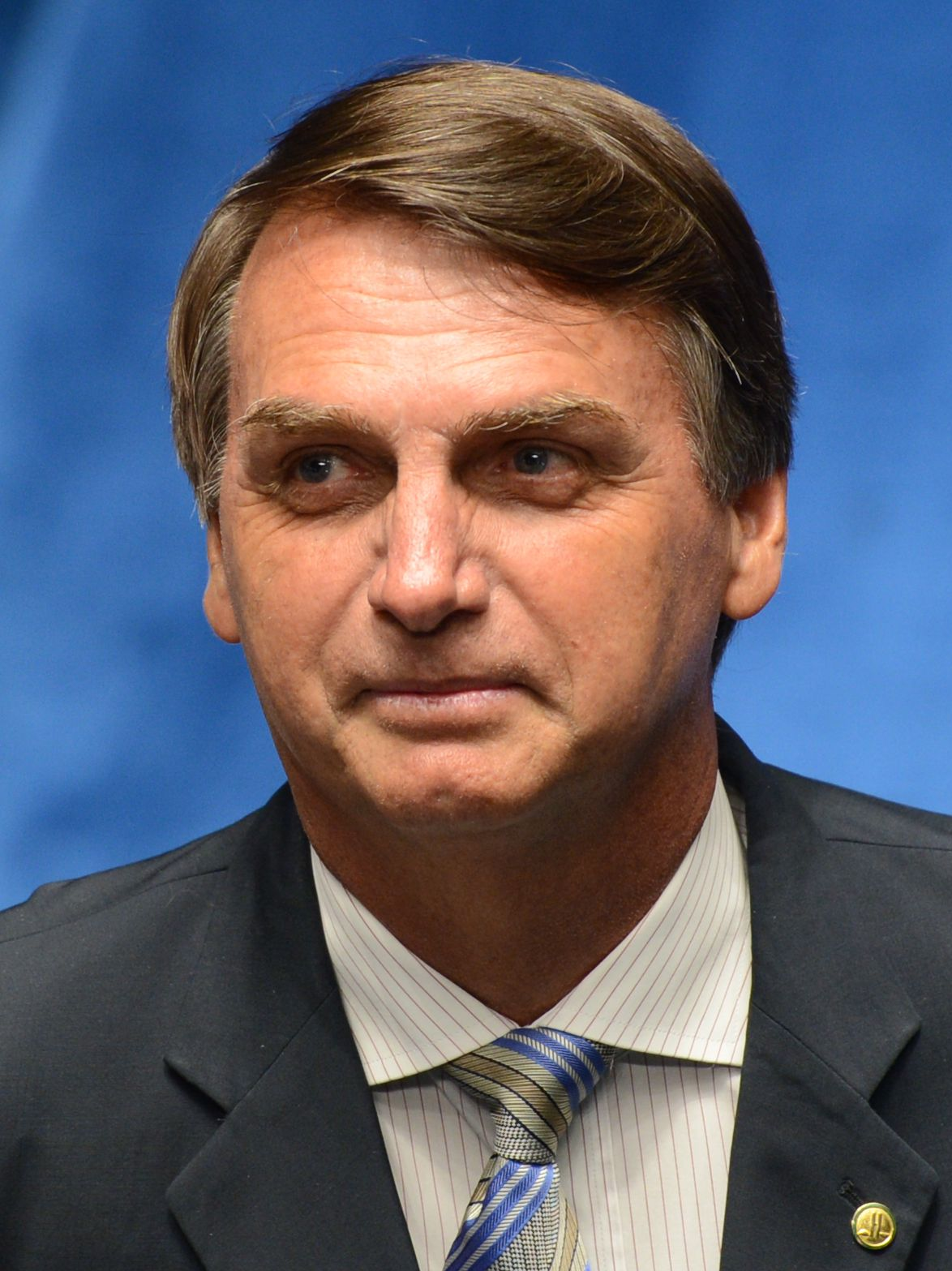
ژائیر بولسونارو رئیس جمهور برزیل

کمپین ریاست‌جمهوری ژائیر بولسونارو، ۲۰۱۸ (انگلیسی: Jair Bolsonaro presidential campaign, 2018) در سوم مارس ۲۰۱۶ به وسیله مجلس نمایندگان برزیل رسماً اعلام شد که ژائیر بولسونارو افسر نظامی پیشین و نماینده مجلس، کاندید ریاست جمهوری از جانب حزب سوسیال لیبرال است، متعاقباً در ۲۲ ژوئیه ۲۰۱۸ کنوانسیون حزب سوسیال لیبرال حمایت خود از ریاست جمهوری بولسونارو اعلام کرد.
براساس آخرین نظرسنجی در جریان رای گیری روز یکشنبه ۲۸ اکتبر ۲۰۱۸ ژائیر بولسونارو از جناح راست در برابر رقیب چپگرای خود فرناندو حداد، برنده رقابتهای انتخاباتی و رئیس جمهور برزیل شد.

## زندگی‌نامه
ژائیر مسیاس بولسونارو (متولد ۲۱ مارس ۱۹۹۵) است و از سال ۱۹۹۱ از اعضای مجلس نمایندگان برزیل است و ایالت ریو دو ژانیرو را نمایندگی می‌کند. او عضو حزب سوسیال لیبرال است (PSL).
بولسونارو در دوران مبارزات انتخاباتی خود، دو دهه دوران دیکتاتوری نظامی (۱۹۴۶–۱۹۸۵) را در برزیل ستود و درصورت پیروزی قول داد تا ابتدا پلیس را مجاز به شلیک کردن بکند و بعد مجالی برای سؤال کردن بگذارد.

## نامزد رئیس‌جمهور
| نامزد حزب سوسیال دموکرات، ۲۰۱۸                         |                               |
| ژائیر بولسونارو                                        | ژنرال آنتونیو هامیلتون مورائو |
| رئیس‌جمهور                                              | معاون رئیس‌جمهور               |
|                                                        |                               |
| عضو مجلس نمایندگان برزیل از ریودو ژانیرو (۱۹۹۱–تاکنون) | ژنرال ارتش برزیل (۱۹۶۹–۲۰۱۸)  |
| [ ۷ ] [ ۸ ] [ ۹ ]                                      |                               |